# Dietro le Rocche
Il quartiere Dietro le Rocche è uno dei quartieri della città di Avigliano, situata nella provincia di Potenza, in Basilicata.

## Storia
Di tale luogo si parlò anche all'epoca romana, diventando con ciò la parte più antica della città, inizialmente chiamata hrete a rocche per via della rocca antica parte della città. Dell'antico insediamento rimane solo la Torre di Taccone a testimonianza. Si ricorda la porta di Piede, ora demolita, il più recente palazzo della famiglia Vaccaro, distrutto in seguito, stessa sorte toccò al castello feudale, ricordato attraverso un disegno del XVII secolo.

## Luoghi da visitare
Fra i vari luoghi di interesse:
- Chiesa Madre di Avigliano
- Palazzo Doria
- Palazzo Palomba con la torre dell'orologio.

## Galleria d'immagini

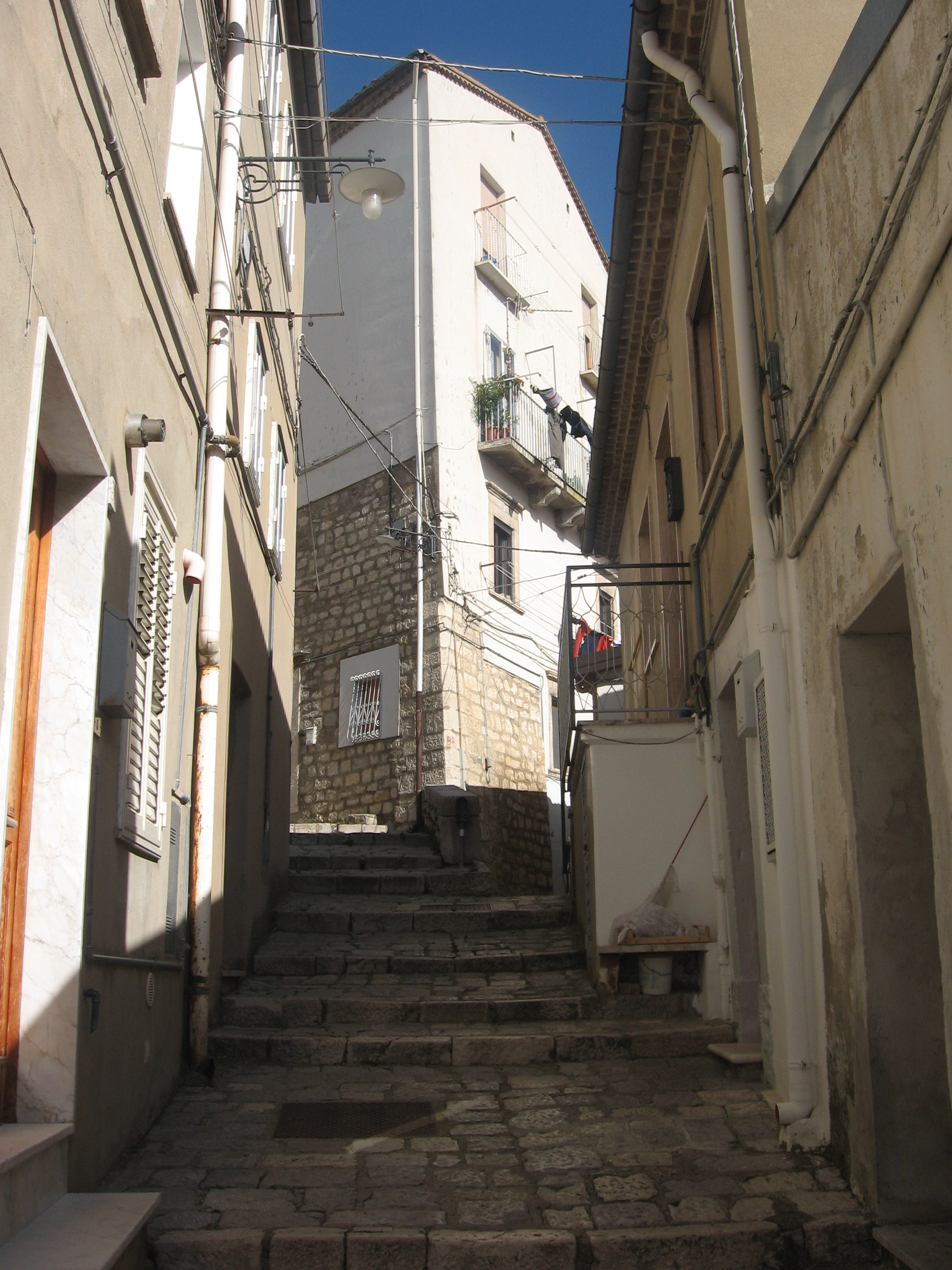